# Роберто Марсело Левінгстон
Робе́рто Марсе́ло Леві́нгстон (ісп. Roberto Marcelo Levingston; 19 січня 1920—17 червня 2015) — аргентинський військовик, який був обраний військовою хунтою правителем Аргентини і обіймав цю посаду в 1970—1971 роках.

## Біографія
Народився в Сан-Луїсі, професійний військовий, бригадний генерал. У 1966—67 роках очолював спецслужбу СІДЕ, потім обіймав посаду військового аташе посольства Аргентини в США. Під час так званої «Аргентинської революції» 1966−1973 років захопив владу, скинувши командувача військовою хунтою генерала Педро Гнаві й з червня 1970 до березня 1971 року був де-факто президентом країни. У березні 1971 року був, у свою чергу, скинутий генералом Лануссе.
Період його перебування при владі характеризується протекціоністською економічною політикою, яку він здійснював для подолання інфляції та економічного занепаду, які країна переживала у ті часи, і запровадженням смертної кари щодо терористів та викрадачів дітей.
Також Левінгстон за часів свого президентства призначив членом Верховного суду Аргентини Маргариту Аргуас — це було першим призначенням жінки на посаду у вищій судовій інстанції в Латинській Америці.